# محمد تقي ماغر (بهمئي غرمسيري الجنوبي)
محمد تقي ماغر (بالفارسية: محمدتقی ماغر) هي قرية تقع في إيران في قسم بهمئي غرمسیري الجنوبي الريفي.